# Idiellana pristis
Idiellana pristis är en nässeldjursart som först beskrevs av Jean Vincent Félix Lamouroux 1816.  Idiellana pristis ingår i släktet Idiellana och familjen Sertulariidae. Inga underarter finns listade i Catalogue of Life.